# Neopaganismo eslavo

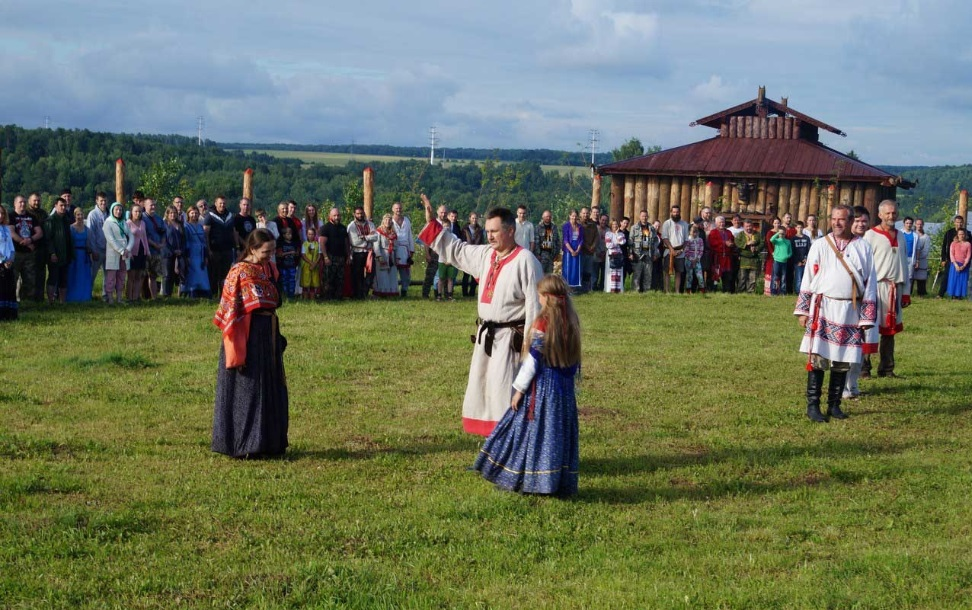
Rodnoveristas reunidos en el Templo del Fuego de Svarózhich de la Unión de Comunidades de Creencias Nativas Eslavas, en Krasotinka, óblast de Kaluga, Rusia, para celebrar el Día de Perún.

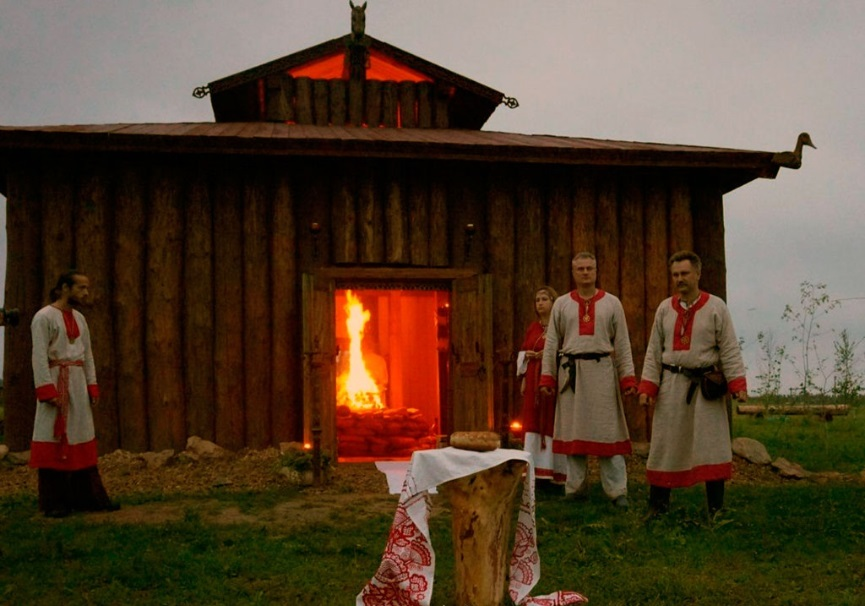
Noche de Kupala en el Templo del Fuego Svarózhich en Krasotinka.

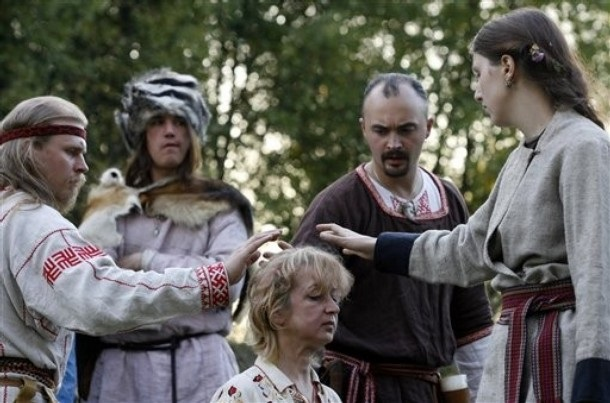
Bautismo de una pagana cerca de Moscú, Rusia

El neopaganismo eslavo, en ocasiones denominado rodnoveria (родноверие), o rodismo (родянство),es un grupo de religiones neopaganas basado en el paganismo de los antiguos pueblos eslavos de Europa Central y Oriental. En el movimiento confluyen movimientos neopaganos reconstruccionistas que reavivan las religiones tradicionales eslava, báltica o finesa, ya nuevas religiones inspiradas en la espiritualidad tradicional, pero mayormente orientadas hacia el eclecticismo y al sincretismo.
Los neopaganos están organizados en iglesias concentradas sobre todo en Ucrania (donde encontraron el apoyo del gobierno). Muchas de estas organizaciones realizan proselitismo a través de congresos, seminarios, difusiones de textos y medios de televisión. En las tierras ucranianas las instituciones neopaganas tienen centros propios en cada provincia y en muchas ciudades del país, y comunidades en los estados limítrofes.
En Rusia y Ucrania muchos neopaganos eslavos utilizan el Libro de Veles como texto sagrado.

## Historia
Los primeros neopaganos rusos fueron intelectuales disidentes del período soviético. Entre ellos aparecen los autores del periódico nacional patriótico Veche (Вече), Valeri Skurlátov, Konstantín Vasíliev y Alekséi Dobrovolski (este último conocido con el nombre de Dobroslav, quien será una figura de suma importancia para el movimiento neopagano ruso, de tendencias nacionalistas). En los años 1980 se les aproximan los académicos Valeri Emeliánov y Víktor Bezverji.

## Neopaganismo eslavo, cultura y política
El ecologismo está muy fuertemente arraigado, y es muy crítica de la Iglesia ortodoxa rusa a la que acusa de intentar teocratizar Rusia. Cuenta con un 1% de la población eslava en Rusia, principalmente jóvenes.
Algunas corrientes rusas se han identificado estrechamente con el eurasianismo, la ideología dominante de la Rusia de Vladímir Putin, cuyo teórico más destacado es el filósofo Aleksandr Duguin.
Se han identificado algunas subculturas que han contribuido a introducir y propagar la rodnovería entre los jóvenes, como el heavy metal (particularmente la escena eslava de black metal, folk metal y metal pagano), la recreación histórica y la obra de J. R. R. Tolkien. También se ha difundido a través de periódicos y revistas, así como mediante el movimiento de artes marciales Slaviano-goritskaya borbá (Славяно-горицкая борьба). Algunas celebridades, como la cantante María Arjípova, el boxeador Aleksandr Povetkin y el comediante Mijaíl Zadornov (1948-2017) se han mostrado abiertamente seguidores de la rodnoveria.

## Organizaciones
En la actualidad, los neopaganos están divididos en dos organizaciones principales, la Unión de las Comunidades de la Fe Patriarcal Eslava (Союз славянских общин славянской родной веры) y el Círculo de la Tradición Pagana (Круг языческой традиции).
La Unión de la Fe Patriarcal Eslava se conformó en su origen con cinco comunidades que se habían reunido para un congreso en 1997 a orillas del río Kaluzhka (en la óblast de Kaluga), es de tintes nacionalistas y racistas, sus miembros deben ser étnicamente eslavos y el liderazgo es muy centralizado. 
El Círculo de la Tradición Pagana nace en el año 2002. Al contrario que la Unión de la Fe Patriarcal Eslava, esta formación rechaza el racismo y el ultranacionalismo. Tiene una estructura no centralizada donde cada grupo miembro tiene independencia de elección de liderazgo, rituales, panteón, etc.